# Microterys okitsuensis
Microterys okitsuensis är en stekelart som beskrevs av Compere 1926. Microterys okitsuensis ingår i släktet Microterys och familjen sköldlussteklar. Inga underarter finns listade i Catalogue of Life.